# La Caravane du désert
Pour plus de détails, voir Fiche technique et Distribution.
La Caravane du désert (Southwest Passage) est un film américain réalisé par Ray Nazarro et sorti en 1954.

## Fiche technique
- Titre : La Caravane du désert
- Titre original : Southwest Passage
- Réalisation : Ray Nazarro
- Scénario : Harry Essex et David Mainwaring
- Musique : Arthur Lange et Emil Newman
- Direction artistique : Frank Sylos
- Décors : Alfred E. Keggeris
- Costumes : Frank Beetson Jr
- Photographie : Sam Leavitt
- Son : John K. Kean
- Montage : Grant Whytock
- Production : Edward Small
- Société(s) de production : Edward Small Productions
- Pays de production :  États-Unis
- Langue originale : anglais
- Format : couleur
- Genre : Western
- Durée : 75 minutes
- Dates de sortie :
  - États-Unis : 1er avril 1954
  - France : 27 août 1954

## Distribution
- Rod Cameron : Edward Fitzpatrick Beale
- Joanne Dru : Lilly
- John Ireland : Clint McDonald
- John Dehner : Matt Carroll
- Darryl Hickman : Jeb